# Paradoja de Curry
Llamada así por Haskell Curry, la paradoja de Curry ocurre en teoría ingenua de conjuntos o en lógicas ingenuas.
Intuitivamente, la paradoja de Curry es: «si no me equivoco, Y es verdad», donde Y puede ser cualquier declaración lógica («el negro es blanco», «1=2», «Gödel existe», «el mundo terminará en una semana»); si se llama esa declaración X, entonces se tiene que X afirma «Si X es verdad, entonces Y es verdad».
Considérese la siguiente declaración X: «Si esta declaración es verdad, el mundo terminará en una semana», que será abreviada como «si X es verdad, entonces Y». Por lo tanto, al asumir X, Y es verdad. La declaración anterior se puede reformular como «si X es verdad, entonces Y». Porque esa declaración verdadera es equivalente a X, X es verdad. Por lo tanto, Y es verdad, y el mundo terminará en una semana. 
Cualquier cosa se puede probar semejantemente vía la paradoja de Curry. Obsérvese que a diferencia de la paradoja de Russell, esta paradoja no depende de qué modelo de la negación se utiliza, pues está completamente libre de negación lógica. Así las lógicas paraconsistentes todavía necesitan tener cuidado. La resolución de la paradoja de Curry es un tema contencioso porque las resoluciones no triviales (tales como rechazo de X directamente) son difíciles y no intuitivas. En las teorías de conjuntos que permiten la comprensión sin restricción, podemos probar cualquier declaración lógica Y a partir del conjunto

{\displaystyle X\equiv \left\{x\mid x\in X\to Y\right\}}

La prueba procede:

{\displaystyle {\begin{matrix}{\mbox{1.}}&X\in X\iff (X\in X\to Y)&{\mbox{definición de X}}\\{\mbox{2.}}&X\in X\to (X\in X\to Y)&{\mbox{de 1}}\\{\mbox{3.}}&X\in X\to Y&{\mbox{de 2, contracción}}\\{\mbox{4.}}&(X\in X\to Y)\to X\in X&{\mbox{de 1}}\\{\mbox{5.}}&X\in X&{\mbox{de 3 y 4}}\\{\mbox{6.}}&Y&{\mbox{de 3 y 5}}\end{matrix}}}